# Тео Фенеман
Тео Фенеман нар. Нийрфелд (на немски: Theo Vennemann gen. Nierfeld; 27 май 1937 в Оберхаузен-Щеркраде) е немски езиковед и до пенсионирането си през 2005 г. професор по германистическа и теоретична лингвистика в Лудвиг Максимилиан университет в Мюнхен.

## Биография
След завършване на гимназия в Брауншвайг следва математика, физика и философия в Гьотингенския университет. През 1959 г. се прехвърля в Марбург, където до дипломирането си през 1964 г. изучава математика, германистика и философия. След престой в Университета на Тексас в Остин става асистент и преподавател в Калифорнийския университет в Лос Анджелис, където защитава докторат през 1968 г.
От 1974 г. е ръководител на катедрата по германистическа и теоретична лингвистика в Мюнхенския университет, заемал е длъжностите продекан и декан на философския факултет за езико- и литературознание II.
Фенеман добива известност с трудовете си по езикова типология, особено в областта на сричката и метриката, както и с тезите си за езиковата предистория на Европа. Теориите му за правасконския (прабаски) като прапаневропейски език като и идеята му за атлантическите семит(ид)и биват често яростно оспорвани.

## Теория на Фенеман за (западно- и централно)европейската глотогенеза
Някои от основните тези на теорията на Фенеман за (западно- и централно)европейската глотогенеза:
- „Васконски субстрат“ – преди навлизането на носителите на германски, келтски и италийски езици в Западна и Централна Европа са се говорили езици, сродни с днешния баски, като се позовава на анализи на древната топо- и хидронимия в тези региони.
- „Пунически суперстрат“ – през 6-3 в. пр.н.е. на пуните (жителите на Картаген) според теорията на Фенеман се е отдало да установят контакти по море със Северна Европа, което с оглед на цивилизационната денивелация между тях и местните племена е довело до масивно езиково влияние върху езика на последните, особено в областта на техническата, административната и търговската лексика.
- „Атлантически адстрат“ – отделно от пуническата инвазия Фенеман постулира и една по-ранна заселническа вълна от носители на семитски или сродни с тях езици в Западна Европа и по-специално на Британските острови, като причислява пиктите като последни представители на тези ранни заселници.

## Избрана библиография
- German phonology. Ann Arbor, Michigan 1968.
- Schuchardt, the neogrammarians, and the transformation theory of phonological change. Athenäum, Frankfurt a. M. 1972. ISBN 3-7610-4826-2
- Linguistik und Nachbarwissenschaften. Scriptor, Kronberg 1973. ISBN 3-589-00001-5
- Neuere Entwicklungen in der Phonologie. de Gruyter, Berlin 1986. ISBN 3-11-010980-8
- Sprache und Grammatik. Grundprobleme der linguistischen Sprachbeschreibung. Wissenschaftliche Buchgesellschaft, Darmstadt 1982. ISBN 3-534-08305-9
- Basken, Semiten, Indogermanen. Urheimatfragen in linguistischer und anthropologischer Sicht. In: Wolfgang Meid (Hrsg.): Sprache und Kultur der Indogermanen. Akten der X. Fachtagung der Indogermanischen Gesellschaft, 22.-28. September 1996. Innsbrucker Beiträge zur Sprachwissenschaft. Bd 93. Innsbruck 1998, 119-138. ISBN 3-85124-668-3
- Europa Vasconica – Europa Semitica. Trends in linguistics. Studies and monographs. Bd. 138. de Gruyter, Berlin 2003. ISBN 3-11-017054-X
- Germania Semitica. Trends in linguistics. Studies and monographs. Bd. 259. de Gruyter, Berlin 2012. ISBN 978-3-11-030094-9